# Thédirac
 Thédirac  es una comuna y población de Francia, en la región de Mediodía-Pirineos, departamento de Lot, en el distrito de Gourdon y cantón de Salviac. Está integrada en la Communauté de communes du Pays de Salviac .

## Demografía
| 318 | 272 | 270 | 267 | 262 | 275 |
| Para los censos de 1962 a 1999 la población legal corresponde a la población sin duplicidades (Fuente: INSEE [Consultar]) |     |     |     |     |     |